# Опалінські
Опалінські гербу Лодзя (пол. Opalińscy) — польський шляхетський рід.

## Представники
- Кшиштоф Опалінський;
  - Пйотр Адам (1636–1682), одружився з Ганною Сенютянкою;
    - Тереса Констанція — дружина Олександра Христофора Сенюти, київського воєводи Немирича Степана (друга, шлюб бл. 1680-81[1]).
- Ельжбета — перша дружина Даниловича Івана Миколая;

- Зофія Людвіка (†1657) — третя дружина Станіслава Конецпольського, друга — князя Самійла-Карла Корецького;

- Войцех Леон (1708—1775), воєвода  мазовецький і серадзький.